# Кьюкен, Андреас
Андреас Кьюкен (нем. Andreas Kuyken; 15 ноября 1948 — 18 февраля 2021) — швейцарский шашист, трёхкратный чемпион Швейцарии по международным шашкам (1966, 1967 и 1972 годов), бронзовый призёр чемпионата Европы 1969 года, международный гроссмейстер (1970 год).
Член (с 24 июня 1965 года) символического клуба победителей чемпионов мира Роба Клерка.

## Биография
В 1962 году шашечную печать облетело известие, что в Базеле 13-летний школьник Андреас Кьюкен дал сеанс одновременной игры в шашки восьми лучшим игрокам Швейцарии и победил со счётом +6=1-1. Единственную партию в сеансе Андреас проиграл многократному чемпиону Швейцарии Андре Гиньяру. Помимо шашек Андреас занимался игрой на виолончели. В 1963 году Кьюкен победил в международном конкурсе проблемистов, проведённом под эгидой Французской федерации шашек. В 1964 году Кьюкен в первый раз принял участие в крупном международном турнире, в «Бринта-турнире», в котором занял четвёртое место. В 1965 году Кьюкен занял второе место в чемпионате Швейцарии и пятое место в Кубке Европы. С этого времени начинается длившееся несколько лет соперничество между Кьюкеном и Яном Казимиром за первенство в Швейцарии. В чемпионате 1966 года Кьюкен завоёвывает первое место. В чемпионате 1967 года Кьюкен и Казимир набирают равное количество очков, но Кьюкен побеждает в дополнительном матче со счётом +2=1-0. В 1969 году Кьюкен пропускает Казимира вперёд, а в 1972 году Кьюкен снова был первым. В 1966 году Кьюкен занимает четвёртое место в турнире претендентов, что закрепляет за ним репутацию одного из ведущих европейских игроков. В 1969 году Кьюкен завоёвывает третье место в чемпионате Европы. С начала 1970-х годов Кьюкен учился в университете в Гронингене (Нидерланды) и выступал в соревнованиях за команду местного клуба. Участвовал в двух чемпионатах мира: в 1972 году — 7 место, и в 1976 году — 6 место. В дальнейшем отошёл от активного участия в соревнованиях, но продолжил публиковать в печати свои шашечные проблемы и этюды.